# Хрест Миру

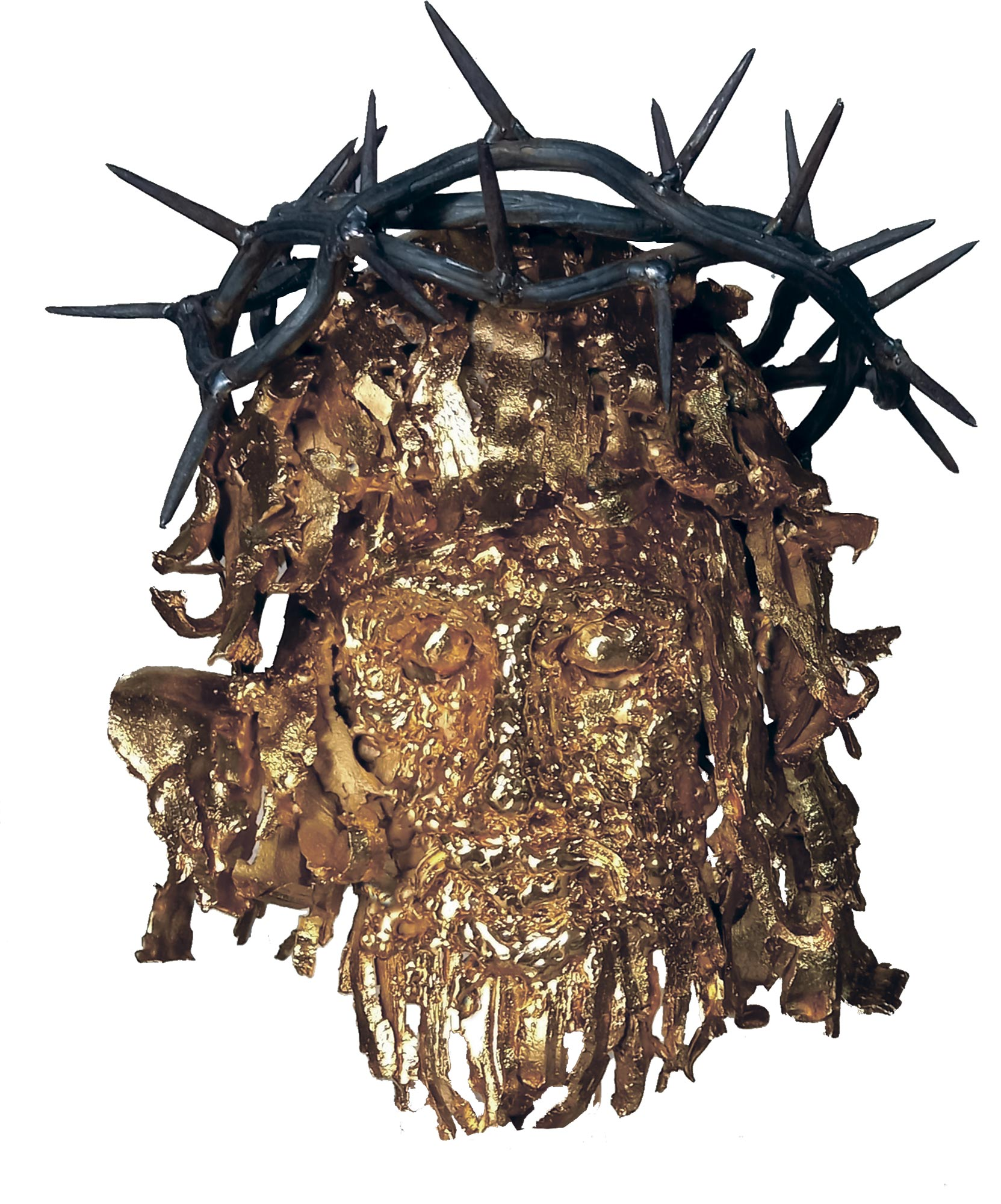
Голова скульптури Христа Спасителя, зібрана з найдрібніших осколків артилерійських мін і покрита золотом 999.9 проби за допомогою гальванічного методу

Хрест Миру — унікальна мистецька інсталяція американського митця походження з донських козаків Сергія Мельнікоффа, a.k.a. MFF, яка поєднує символіку релігії, національної ідентичності та боротьби за мир. Центральним елементом інсталяції є Золоте Розп'яття — скульптура розп'ятого Христа, виконана з 20 тисяч крихітних за розміром уламків артилерійських мін і снарядів, покритих чистим золотом.

## Опис твору
Золоте Розп'яття є частиною інсталяції «Хрест Миру», що символізує страждання, героїзм та незламність українського народу в умовах війни. Скульптура розп'ятого Христа в людський зріст створена з уламків, які не були механічно змінені, кожен елемент має свою неповторну форму. Всі деталі, від м'язів до обличчя, є частинами величезного пазлу, що складається з величезної кількості дрібних фрагментів.
Матеріал для скульптури був зібраний на місцях бойових дій в Україні, і був ретельно відсортований митцем. Враховуючи історичне та релігійне значення цього твору, мистецтвознавці порівнюють Золоте Розп'яття з етапом Ренесансу, за його художню майстерність і символічну цінність.

## Українська майстерність
До створення інсталяції залучено українських майстрів, зокрема Віктора Бєльчика, який розробив унікальні методи електрозварювання з чавунними уламками, та Сергія Науменка і Віталія Жука, які здійснили золочення скульптури. Спеціально для цього гальванічного процесу було створено ванну під півтораметрову фігуру.

## Символіка

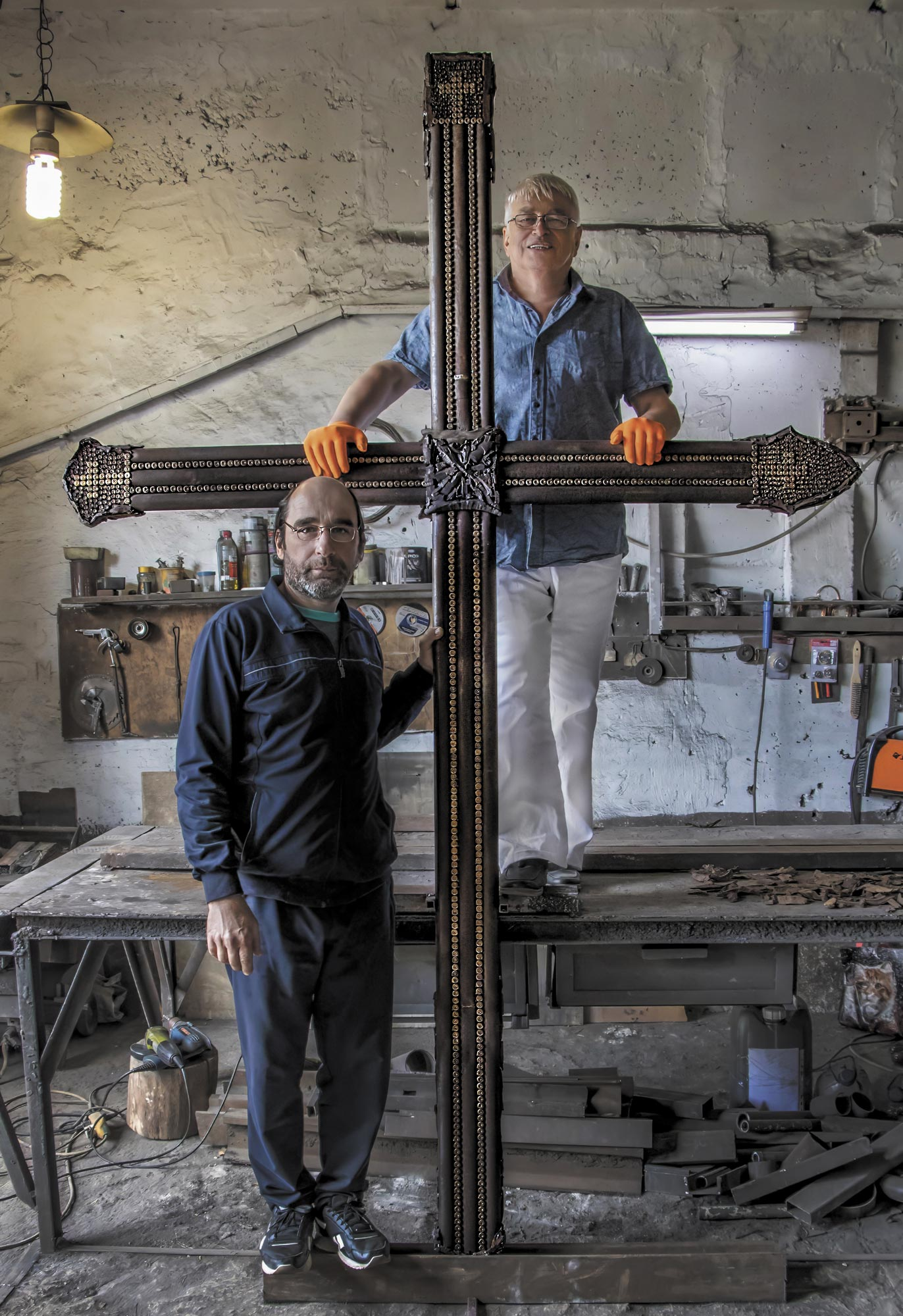
Сергій Мельникофф і Віктор Бєльчик (унизу) демонструють величний хрест, створений ними з технологічних труб, які вони дістали зі зруйнованих російськими ракетами багатоповерхових будинків Харкова та Одеси

Інсталяція «Хрест Миру» об'єднує символіку православ'я, католицизму та протестантизму, що підкреслює значущість єдності між різними християнськими течіями. Ліва частина хреста виготовлена за канонами православ'я, права — за принципами протестантизму, а верхня частина — у католицькій традиції.
Особливий символізм набуває старовинний рушник, яким оперезані стегна Христа, що наголошує на українському корінні цього твору. Рушник є символом національної ідентичності та традицій в українській культурі, пов'язуючи живих і мертвих.

## Частини інсталяції
Хрест, заввишки три метри, виготовлений із труб, демонтованих з будівель, що були зруйновані російськими ракетами у Харкові та Одесі. У конструкції хреста використано понад 3 тисячі автоматних і кулеметних гільз, що надає особливої суворості та символізує величезні людські жертви. Під ногами Христа розташовано артилерійський снаряд як символ абсолютного зла, підтриманий протитанковим їжаком, виготовленим із залізничних рейок, виготовлених на заводі «Азовсталь» після Другої світової війни, що залишились після російського обстрілу.

## Благодійна місія

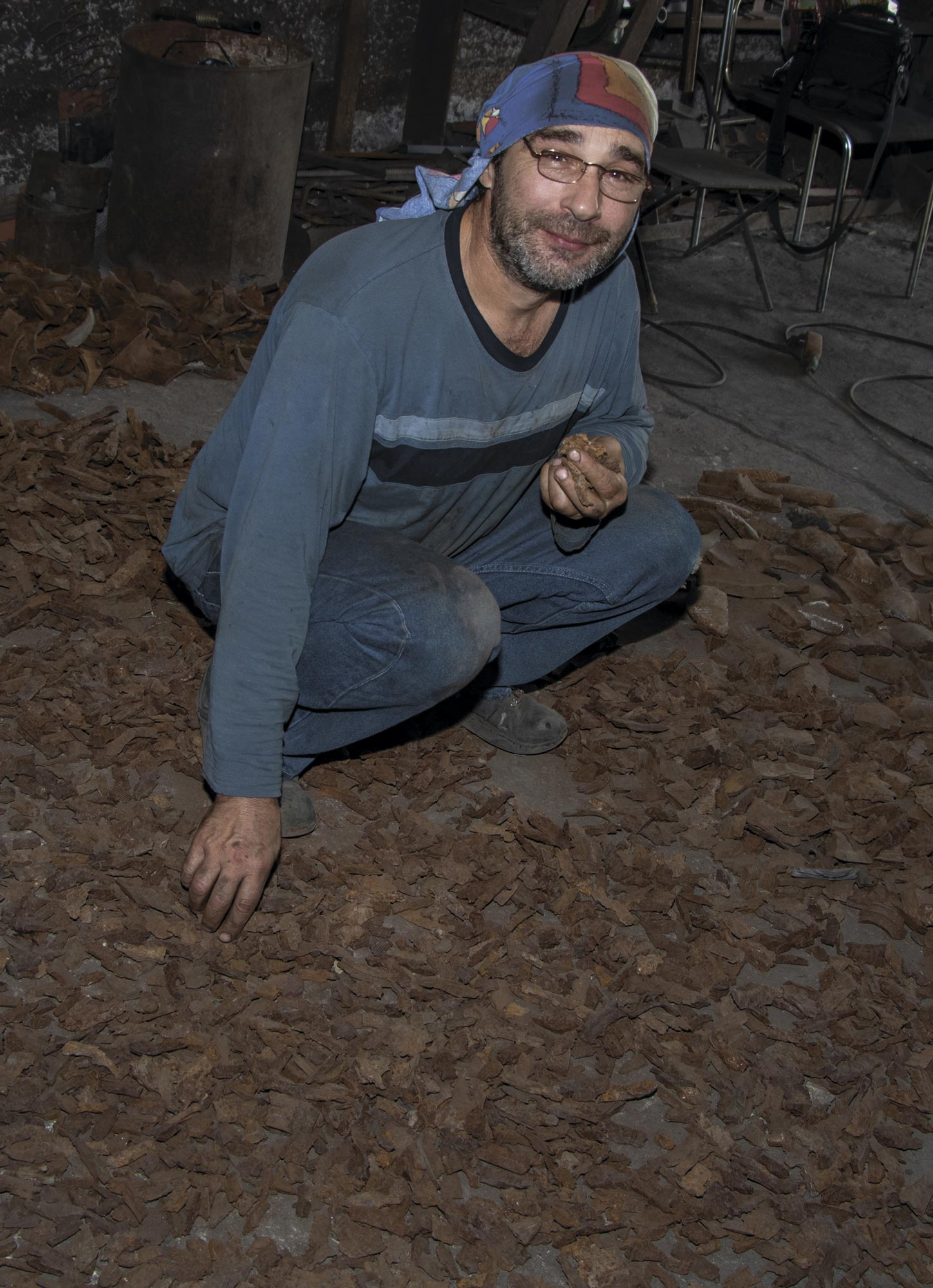
Віктор Бєльчик серед тисяч осколків військових боєприпасів. Скульптурне зображення Ісуса Христа було зібрано з 20 тисяч дрібних осколків артилерійських мін і снарядів.

Основною метою створення інсталяції «Хрест Миру» є збір коштів для створення Міжнародного реабілітаційного центру для українських дітей, які постраждали від війни. Центр, який планується відкрити в Албанії, стане символом надії та допомоги для дітей, які втратили кінцівки та стали жертвами війни. Наразі інсталяція подорожує країнами Європи.

## Власність
Автор твору передав його у власність Американській благодійній корпорації The Soul of Ukraine Foundation, Inc. 